# Collineariteitsvergelijking
De collineariteitsvergelijkingen zijn een tweetal uitdrukkingen die de relatie aangeven tussen de coördinaten van een punt in een driedimensionaal coördinatensysteem en de coördinaten van zijn beeldpunt bij centrale projectie op een beeldvlak, zoals bij een camera. De vergelijkingen zijn een eenvoudig meetkundig gevolg van de projectiemethode.
De vergelijkingen worden gebruikt in alle gebieden van de optica en de optische beeldregistratie, zoals de optische metingen bij geodesie en fotogrammetrie. Meestal wordt bij deze metingen teruggerekend van het geregistreerde beeld naar de coördinaten van het waargenomen punt. Idealiter liggen het beeldpunt, het projectiecentrum en het objectpunt op een rechte, zijn collineair. In de praktijk  ontstaan door het gebruik van een of meer lenzen afwijkingen van de ideale situatie.
Als de driedimensionale coördinaten van een objectpunt bekend zijn, kunnen de coördinaten van het beeldpunt bij bekende camerapositie berekend worden.

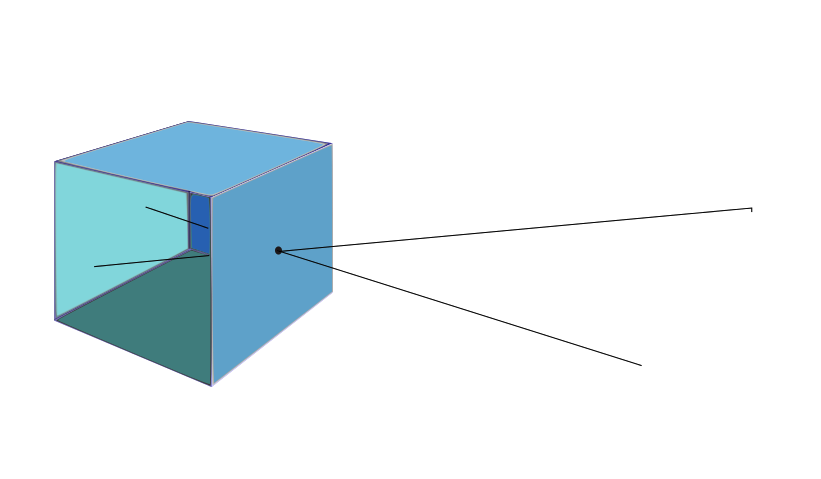
Lichtstralen vallen door de opening van een camera obscura

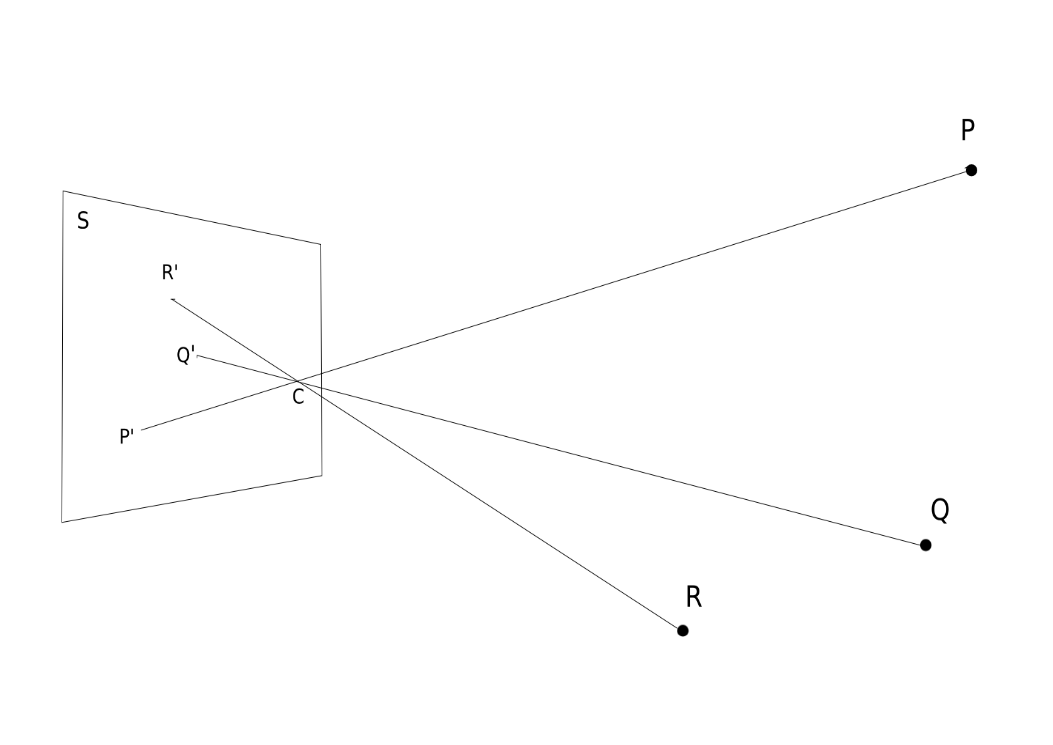
De punten P, Q en R worden geprojecteerd op het beeldvlak S via het projectiecentrum C

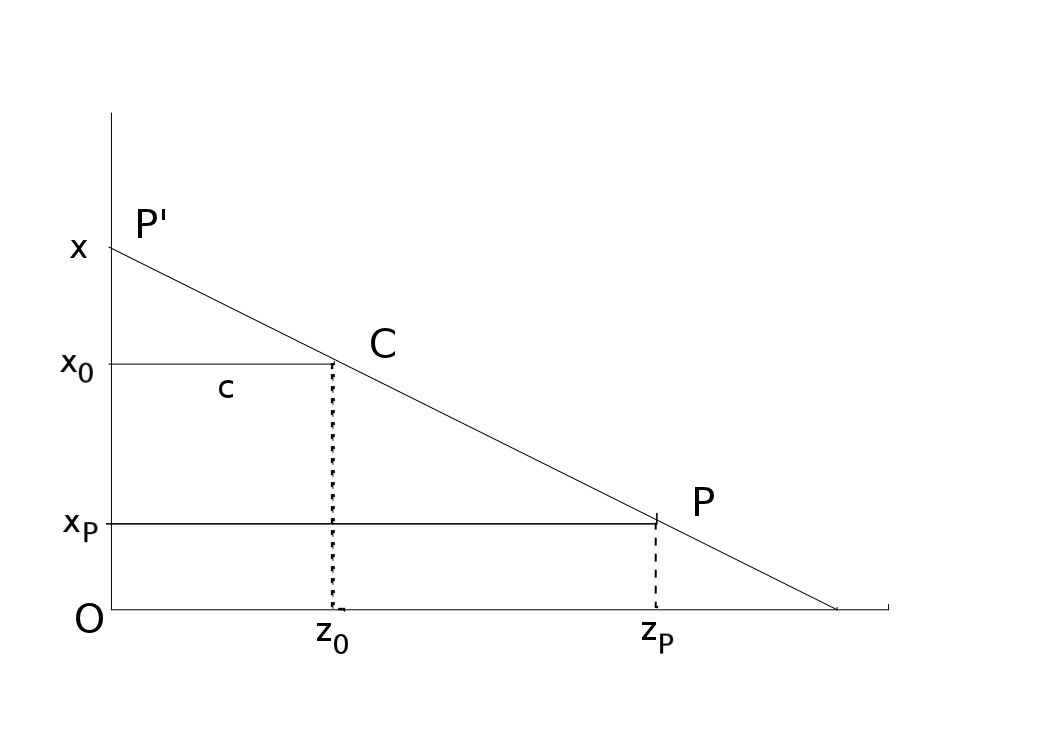
x- en z-as bij de projectie van P via het projectiecentrum C

Laat xyz een coördinatensysteem zijn met de x- en y-as in het beeldvlak. Het punt P wordt door centrale projectie op het beeldvlak afgebeeld. Het af te beelden punt P heeft in dit systeem de coördinaten {\displaystyle x_{P},y_{P},z_{P}}, het beeld van P de coördinaten x en y, en het projectiecentrum de  coördinaten {\displaystyle x_{0},y_{0},z_{0}}. Bij centrale projectie is er eenzelfde verhouding {\displaystyle \lambda } tussen de overeenkomende driehoekszijden
{\displaystyle x-x_{0}} en {\displaystyle x_{0}-x_{P}},
{\displaystyle y-y_{0}} en{\displaystyle y_{0}-y_{P}},
en
{\displaystyle z_{0}=c} en {\displaystyle z_{P}-z_{0}},
waarin c de afstand is van het projectiecentrum tot het beeldvlak.
Dus:
{\displaystyle x-x_{0}=\lambda (x_{0}-x_{P})}
{\displaystyle y-y_{0}=\lambda (y_{0}-y_{P})}
{\displaystyle c=\lambda (z_{P}-z_{0}),}
Oplossen van {\displaystyle \lambda } uit de laatste vergelijking en substitutie in de beide andere leidt tot de relaties:
{\displaystyle x-x_{0}=-c\ {\frac {x_{P}-x_{0}}{z_{P}-z_{0}}}}
{\displaystyle y-y_{0}=-c\ {\frac {y_{P}-y_{0}}{z_{P}-z_{0}}}}
Het punt is gewoonlijk bepaald door de coördinaten X, Y en Z; in een of ander coördinatensysteem "buiten" de camera. In dit systeem heeft het projectiecentrum de coördinaten {\displaystyle X_{0},Y_{0},Z_{0}}. Dit systeem kan door een transformatie overgevoerd worden in het systeem van de camera door middel van een rotatie en een translatie. Door de translatie veranderen de verschillen van de gelijknamige coördinaten niet, en de rotatie, ook wel cameratransformatie geheten, wordt beschreven door een 3×3-matrix R, die {\displaystyle (X-X_{0},Y-Y_{0},Z-Z_{0})} overvoert in:
{\displaystyle x_{P}-x_{0}=R_{11}(X-X_{0})+R_{21}(Y-Y_{0})+R_{31}(Z-Z_{0})}
{\displaystyle y_{P}-y_{0}=R_{12}(X-X_{0})+R_{22}(Y-Y_{0})+R_{32}(Z-Z_{0})}
en
{\displaystyle z_{P}-z_{0}=R_{13}(X-X_{0})+R_{23}(Y-Y_{0})+R_{33}(Z-Z_{0})}
Substitutie van deze uitdrukkingen geeft twee vergelijkingen, die collineariteitsvergelijkingen" genoemd worden:
{\displaystyle x-x_{0}=-c\ {\frac {R_{11}(X-X_{0})+R_{21}(Y-Y_{0})+R_{31}(Z-Z_{0})}{R_{13}(X-X_{0})+R_{23}(Y-Y_{0})+R_{33}(Z-Z_{0})}}}
{\displaystyle y-y_{0}=-c\ {\frac {R_{12}(X-X_{0})+R_{22}(Y-Y_{0})+R_{32}(Z-Z_{0})}{R_{13}(X-X_{0})+R_{23}(Y-Y_{0})+R_{33}(Z-Z_{0})}}}